# Liste de biomolécules
- Haut – A
- B
- C
- D
- E
- F
- G
- H
- I
- J
- K
- L
- M
- N
- O
- P
- Q
- R
- S
- T
- U
- V
- W
- X
- Y
- Z
- 0-9

## A
Acide abscissique - Acide aminé - Acide arachidonique - Acide ascorbique - Acide aspartique - Acide citrique - Acide docosahexaénoïque - Acide eicosapentaénoïque - Acide fumarique - Acide gastrique - Acide glucuronique - Acide glycyrrhizique - Acide gras essentiel - Acide gras - Acide hyalobiuronique - Acide iduronique - Acide linoléique - Acide linolénique - Acide malique - Acide nucléique - Acide oléique - Acide palmitique - Acide phosphatidique - Acide phytique - Acide sialique - Acide stéarique - Acide uronique - Aconitine - Adrénaline - Agrétope - Alanine aminotransférase - Albumine - Alcaloïde - Alcool gras - Aldohexose - Aldose - Allose - Alpha-fœtoprotéine - Altrose - Amidon - Amylopectine - Amylose - Annexin II- Apoenzyme - Apolipoprotéine - Apoprotéine - Aquaporine - Arabinose - Arabitol - Arginine - Arginine-vasopressine - Arginine dihydrolase - Asparagine

## B
Berbérine - Bêta-galactosidase - Brazzéine

## C
Cadhérine - Cancérogène - - Calreticuline - Capsaïcine - Carboxyhémoglobine - Carotène - Caroténoïde - Carraghénane - Caséine - Catalase - Catécholamine - Cellobiose - Cellulose - Céride - Cétohexose - Cétose - Chitosan - Chlorophylle - Cholestérol - Choline - Coenzyme - Colchicine - Collagène - Conservateur alimentaire - Corrine - Créatine kinase - Créatinine - Curdlan - Cyclo-oxygénase - Cystéine - Cystine - Cytokine - Cytokinine - Calreticuline

## D
Décarboxylase - Déshydrogénase - Désoxyose - Désoxyribose - Désoxythymidine - Dextrine - Dibotermine alfa - Diholoside - Dihydroxyacétone

## E
Ecdysone - Eicosanoïde - Endothéline - Enzyme de restriction - Enzyme - Éphédrine - Épitope - Ergine - Erlose - Érythrose - Érythrulose

## F
Fgf - Fructane - Fructose - Fucosyllactose- Fucose - Fuculose

## G
Galactane - Galactomannane - Galactose - Gastrine - Gentianose - Gentiobiose - Glucagon - Glucane - Glucide - Glucomannane - Glucose - Glycéraldéhyde - Glycéride - Glycérol - Glycine (acide aminé) - Glycogène phosphorylase - Glycogène - Glycoprotéine - Gonadotropin-releasing hormone - Graisse - Guanosine monophosphate - Gulose

## H
Hémagglutinine - Hème - Heptose - Holoprotéine - Hormone - Hormone corticotrope - Hormone peptidique - Hormone sexuelle - Hormone trophique - HRGP - Hydrolase - Hypervitaminose

## I
Ibogaïne - IDL (biologie) - Idose - Incrétine - Inhibiteur des monoamine oxydases - Inositol - Intégrine - Inuline - Inulobiose - Inulotriose - Isoforme - Isoleucine - Isomaltose - Isomaltulose

## K
Kaïnate - Kératine - Kinase - Kojibiose

## L
Lactitol - Lactose - Lactulose - Laminaribiose - Leucrose - Lévothyroxine - Lipide - Lipoprotéine - Luciférase - Luciférine - Lysozyme - Lyxose

## M
Mabinline - Macromolécule - Maltodextrine - Maltose - Maltotriose - Mannane - Mannitol - Mannose - Mannotriose  - Mélatonine - Mélézitose - Mélibiose - Mescaline - Métalloprotéine - Méthionine - MSH - Monelline - Mucine - Myosine

## N
Neuroligine - Neurotoxine - Neurotransmetteur - Nicotine - Nigerose - Ninhydrine - Noscapine - Noyau porphine

## O
Octose - Ocytocine - Oligonucléotide - Oligoside - Oméga-3 - Oméga-6 - Opiacé- Osamine - Ose acide - Ose - Oside

## P
Panose - PDI - Peptide - Peptidoglycane - Pentadine - Phényléthylamine - Phénylpropanolamine - Phéromone - Phloridzine - Phosphatidylcholine - Phosphodiestérase - Phosphoglycérolipide - Phospholipide - Pneumose - Polyisoprène - Polykétide - Polypeptide - Polysaccharide - POPi - POPj - Porphyrine - Prion (protéine) - Prolactine - Protéasome - Protéine - Protéine C réactive - Protéine de Rieske - Protéine fluorescente verte - Protéine G - Protéinoïde - Psicose - Psilocybine - Pullulane - Purine - Pyrimidine - Pyruvate

## Q
Quinidine - Quinine - Quinovose

## R
Raffinose - Récepteur d'hormone- Rébaudioside A - Récepteur membranaire - Récepteur - Réserpine - Rétinoïde - Rhamninose - Rhamnose - Ribose - Ribosome - Ribulose - Rutinose - Ryanodine

## S
Saccharose - Sédoheptulose - Sophorose - Sorbose - Sphingolipide - Sphingomyéline - Sphingosine - Stachyose - Stévioside - Stéride - Stéroïde - Stérol - Strychnine - Subérine - Suc gastrique - Sucre simple - Sucre - Surfactant pulmonaire

## T
Tagatose - Talose - Terpène - Thaumatine - Thionine - Thymidine monophosphate - Thyroxine - Titine (protéine) - Tobramycine - Tréhalose - Tréhalulose - Thréose - Triglycéride - Triterpène - Tubuline -  Turanose

## U
Ubiquitine - Uridine monophosphate

## V
Verbascose - Vitamine A - Vitamine B - Vitamine B1 - Vitamine B12 - Vitamine B2 - Vitamine B3 - Vitamine B5 - Vitamine B6 - Vitamine B8 - Vitamine B9 - Vitamine C - Vitamine D - Vitamine E - Vitamine K - Vitamine

## X
Xanthine - Xanthophylle - Xylane - Xylitol - Xylose - Xylulose

## Y
Yohimbine

## Z
Zéine

## 0-9
3-hydroxybutanone - 5-HTP